# Sparbanksförbundet
Sparbanksförbundet (finska Säästöpankkiliitto) är en branschorganisation för finländska sparbanker. Medlemmarna bedriver även ett affärssamarbete genom Sparbanksgruppen (Säästöpankkiryhmä), vilket möjliggör för kunder att få bankservice från andra banker inom gruppen än sin egen. Organisationen representerar Finland inom den Europeiska Sparbanksföreningen.